# Джей Гарнер
Джей Монтгомері Гарнер (англ. Jay Montgomery Garner; нар. 15 квітня 1938) — керівник американської окупаційної адміністрації Іраку 2003 року.

## Кар'єра
1962 року вступив на військову службу до армії. Брав участь у В'єтнамській війні та у війні в Перській затоці. 1997 року вийшов у відставку.
У березні 2003 року після вторгнення американських військ в Ірак став першим главою американської окупаційної адміністрації.